# Indukciós műszer
Az indukciós műszereket Galileo Ferraris konstruálta, ezért Ferraris-féle műszernek is nevezik őket. Nagy villamos nyomatéka miatt főleg a lassan rajzoló műszerekhez használták. A pontíró műszerek azonban teljesen kiszorították.

## Működési elve
A műszer által létrehozott forgó mágneses tér a vezető anyagból készített, jól kiegyensúlyozott forgórészben feszültséget (és így áramot) indukál, melyre érvényes Lenz törvénye, és így a mágneses térrel együtt forog. Szokásos még az elektromágnesben vasmag elhelyezése a mágneses térerő növelésére.

## Más megoldásnál
Még egy, másik hálózatról táplált tekercselés van elhelyezve. A két mágneses tér kölcsönhatásaként fog forogni, ellenkező irányba forogni, vagy megállni a lengőrész.

## A külső, váltakozó mágneses terek hatása
Rontja az indukciós műszerek működését, ezért a megfelelő mágneses árnyékolásról gondoskodni kell.

## Csillapítása
A műszert elektromos úton nem lehet csillapítani. Csak, és kizárólag állandó mágneses csillapítást használtak.

## Felhasználása
Az indukciós műszerekből váltakozóáramú árammérőket, feszültségmérőket és wattmérőket készítettek. A gyártása gyakorlatilag megszűnt.

## Külső hivatkozások
- Karsa Béla: Villamos mérőműszerek és mérések (Műszaki Könyvkiadó. 1962),
- Tamás László: Analóg műszerek (Jegyzet Ganz Műszer Zrt. 2006)
- IEC-EN 60051-1-9